# STS-67
La STS-67 è stata una missione spaziale del Programma Space Shuttle. Il lancio è avvenuto il 2 marzo 1995 usando uno Space Shuttle Endeavour ed è stata la seconda missione il cui scopo principale era condurre osservazioni astronomiche nelle regioni spettrali dell'ultravioletto.

## Equipaggio
- Stephen S. Oswald (3) - Comandante
- William G. Gregory (1) - Pilota
- John M. Grunsfeld (1) - Specialista di missione
- Wendy B. Lawrence (1) - Specialista di missione
- Tamara E. Jernigan (3) - Specialista di missione
- Samuel T. Durrance (2) - Specialista del carico
- Ronald A. Parise (2) - Specialista del carico

Tra parentesi il numero di voli spaziali completati da ogni membro dell'equipaggio, inclusa questa missione.

## Parametri della missione
- Massa: 13116 kg Carico utile
- Perigeo: 305 km
- Apogeo: 305 km
- Inclinazione orbitale: 28.5°
- Periodo: 1 ora, 31 minuti, 30 secondi